# 嘉興路 (岡山區)
嘉興路（Jiaxing Rd.）為高雄市岡山區的南北向道路，編號台19甲線，南起銜接成功路，北止於嘉峰路續接。

## 行經行政區域
- 岡山區

## 沿線設施
（由南至北）
- 百甲圳排水溝
- 岡山五甲尾聖母宮
- 7-Eleven嘉興門市
- 高雄市政府警察局岡山分局嘉興派出所
- 中華郵政岡山五甲尾郵局
- 岡山區農會嘉興辦事處
- 高雄市岡山區嘉興國民小學
- 7-ELEVEN新上緯門市
- 全家便利商店岡山嘉興店

## 公共自行車
- 高雄市公共自行車租賃系統：
  - 嘉興國小：嘉興路322號

## 相關連結
- 高雄市主要道路列表